# Alpina Bahn
Az Alpina Bahn egy hordozható acél hullámvasút. A pálya hossza 910 m, legmagasabb pontja 27 m. Öt db ötkocsis vonat tartozik hozzá, minden kocsi négy férőhelyes. A német Schwarzkopf GmbH építette, először 1983. július 16-án használták.
Napjainkban a legnagyobb és leghosszabb hordozható hullámvasút a világon. Továbbá az első olyan hordozható hullámvasút, ahol lehetséges akár öt vonatot is egyszerre működtetni. Területe 86 m × 32 m, legnagyobb magassága 32 méter, de a pálya magassága csak 27 méter. Egy teljes kör hossza 910 méter, melyen a vonatok maximum 80 km/h sebességre gyorsulnak fel. A szerelvényeket a hullámvasút legmagasabb pontjára a pályába épített dörzskerekek juttatják fel. Teljes tömege 600 t.
A müncheni Oktoberfest állandó látványossága.